# Max Günthör
Max Günthör (Friedrichshafen, 9 agosto 1985) è un ex pallavolista tedesco.
Giocava nel ruolo di centrale.

## Palmarès

### Club
- Campionato tedesco: 4

2004-05, 2005-06, 2006-07, 2014-15
- Coppa di Germania: 8

2004-05, 2005-06, 2006-07, 2008-09, 2009-10, 2010-11, 2013-14, 2014-15
- Champions League: 1

2006-07

### Nazionale (competizioni minori)
- European League 2009
- Memorial Hubert Wagner 2012

### Premi individuali
- 2012 - Giochi della XXX Olimpiade: Miglior muro